# جون سوليفان (لاعب كرة قدم أمريكية)
جون سوليفان (بالإنجليزية: John Sullivan)‏ هو لاعب كرة قدم أمريكية أمريكي، ولد في 6 يناير 1985 في فوليرتون في الولايات المتحدة.

## روابط خارجية
- جون سوليفان (لاعب كرة قدم أمريكية) على موقع كلية كرة القدم في سبورتس رفرنس.كوم (الإنجليزية)